# Franc Globočnik
Frančišek (Franc) Globočnik, slovenski slikar, * 25. marec 1825, Tržič, † 24. februar 1891, Ljubljana. 
Slikarstvo je študiral na Dunaju. Po študiju je v takratnem madžarskem Porabju 10 let poslikaval cerkvene stavbe. Napravil je več bandernih in oltarnih slik, fresk in portretov. V letih 1865-1889 je na ljubljanski gimnaziji poučeval slikanje. Ukvarjal se je z akvarelom, miniaturami na slonovo kost in ilustracijo.